# كفر شمس
كفر شمس هي إحدى بلدات محافظة درعا في سورية تتبع لمنطقة الصنمين، تعد بلدة مهمة في المنطقة، وتعتبر البلدة جزء من سهل حوران الذي يضم العديد من المدن والقرى. يقدر عدد سكانها بأكثر من 20,000 نسمة جميعهم من المسلمين السنة.

## سبب التسمية
اسمها آرامي ويعني المزرعة حيث أن كلمة كفر هي (مزرعة أو أرض خصبة)، أما شمس فنسبة لملك سكنها قديماً.[ما هي؟]

## الموقع والمساحة
تبلغ مساحة كفر شمس نحو 10 آلاف هكتار أما المخطط التنظيمي للبلدة فيبلغ 600 هكتار. وتقع في أقصى الشمال الغربي من محافظة درعا. يحدها من جهة الجنوب الشرقي قرية قيطة على بعد 3 كم ومدينة الصنمين على بعد 8 كم، ومن جهة الشمال الشرقي قرية دير البخت على بعد 7 كم، ومن جهة الشمال قرية دير العدس على بعد 3 كم، ومن جهة الشمال الغربي قرية كفر ناسج على بعد 5 كم ومن الغرب قرية عقربا على بعد 8 كم.
يحيط بالبلدة مجموعة من التلال كتل غُشم (بين كفر شمس ودير البخت ) وتل العلاقية وتل عنتر الأول وتل عنتر الثاني ( وهو أكبرها ) شمال غربي البلدة على بعد 2 كم تقريباً.

## التاريخ
شهدت البلدة طفرة بناء أثناء حكم الإمبراطورية البيزنطية ولا سيما في عهد جستنيان الأول، وركزت في معظمها على المساكن الريفية كبير.
سيطر عليها الغساسنة , وبنوا فيها دير الروحانية الرئيسية حوالي عام 570 للميلاد. 

وفي 1870s زارت البلدة جمعية صندوق استكشاف فلسطين وهي جمعية بريطانية استكشافية تأسست عام 1865 بهدف إجراء دراسات في منطقة فلسطين وما حولها، وقد لاحظت هذه الجمعية الآثار القديمة والأقواس الجوفية في البلدة واثنين من أديرة الغساسنة والتي كانت لا تزال على حالها إلى حد كبير.

## أهم الآثار
لا تزال في البلد كفر شمس القديمة آثار رومانية و بيزنطية و إسلامية، وهي تضم الكثير من المواقع والصروح التاريخية بالغة الجمال،
 ففي هذه البلدة والتي لا يعرف اسمها القديم حتى اليوم، الكثير من البيوت الحجرية البازلتية العائدة للقرنين الثاني والثالث الميلاديين، 
والتي قامت بعثة سورية - أوروبية مشتركة في صيف عام 2004 بتوثيقها بالصور والمعلومات والمخططات، وقد حملت تلك البيوت أسماء ساكنيها (بيت الشواهين) ، إضافةً لوجود بقايا بناء يعتقد بأنه معبد وثني من العصر الروماني، ولا تزال القناطر الحجرية النصف دائرية الممتدة ( غرب - شرق ) تنتصب في أروقته.
 
ويمكن فيها مشاهدة الكثير من الحجارة القديمة التي تضم كتابات ونقوش عربية ولاتينية تعود لفترات هامة شهدتها البلدة.
الجميل في بيوت كفر شمس والتي بقي منها أربعة بحالة جيدة تلك الأروقة الحاملة لقناطر نصف دائرية ذات طابقين والتي تعكس الطابع المميز لآثار حوران في احتوائها على قاعة مركزية في البداية وغرف جانبية تنفتح عليها.
 
أما أهم الآثار المتبقية حتى اليوم الجامع القديم والذي لا تزال تقام فيه الصلاة، يقع في وسط كفر شمس، وهو جزء من البلدة القديمة شرق السوق التجاري مباشرة، بني على أنقاض معبد قديم، بناؤه من الحجر البازلتي له مدخلان أحدهما من الشمال والآخر من الشرق، يتوسط جداره الداخلي من جهة الجنوب محراب، وفي وسط صحن الجامع يقوم عامود حجري أسطواني وضخم، وسقف الجامع محدث من الإسمنت.
يظاهر بناء الجامع من جهة الجنوب والجنوب الغربي والجنوب الشرقي عدد من المباني الأثرية، القائمة في بعض منها والمتهدم في البعض الآخر، وأهمها المبنى الذي يظاهر الجامع من جهة الجنوب، وهو بناء كان طابقيا، لم يبق منه إلا الطابق الأرضي، إذ فيه عدد من الغرف التي تتصدر أفسحة المنزل من الشمال، ويلاصقها من جهة الغرب والجنوب عدد آخر من الغرف، حيث مداخلها حجرية وتحوي بعض النقوش والرسوم والكتابات، وفيها خزن جدارية وقناطر ارتكازية تحمل أسقفا حجرية.
كما يوجد بالقرية العديد من الآبار والمدافن وهي بحاجة إلى إعادة ترميم وصيانة.

## السكان والديموغرافيا
في تعداد عام 2004 الذي أجراه المكتب المركزي للإحصاء كان عدد سكان كفر شمس 12,435 نسمة،
 
وفي تعداد عام 2009 كان عدد السكان 18,230 نسمة، أما الآن في عام 2012 يقدر عدد السكان بأكثر من عشرين ألف نسمة.

ويعود أصل السكان إلى القبائل العربية القديمة القادمة من بلاد الشام وشبه الجزيرة العربية، وكلهم من المسلمين السُنة. العديد من أهل البلدة هم من ذوي الشهادات الجامعية، ومن البلدة خرج العديد من الأطباء والمهندسين والصيادلة.[بحاجة لمصدر] 
و قد خرج من البلدة الكثير من الطلاب المتفوقين، وفي عام 2010 حصلت الطالبة آلاء أبو حوران على العلامة التامة في الصف الثالث الثانوي وبذلك كانت الأولى على القطر , وتعتبر البلدة من البلدات الغنية نظراً لنسبة المغتربين الكبيرة فيها، ويعمل أهل البلدة بالزراعة وتربية الحيوان والتجارة، كما تعد الأولى في تربية الدواجن وإنتاج البيض في محافظة درعا.
بعد بداية الحرب في سوريا، تعرضت القرية والمنطقة بشكل عام للكثير من الهجمات والاشتباكات. مما انتج عن هجرة كبيرة من قبل سكان هذه القرية. هاجر معظمهم إلى دمشق و لبنان و آخرون إلى دول الخليج و الاتحاد الاوروبي. لذلك ما زال غير معروف عدد السكان في القرية بعد الحرب الاهلية.
قام العديد من سكان القرى المجاورة بالهجرة إلى كفر شمس بسبب الحرب والكثير منهم استقر في القرية حتى بعد استقرار الأوضاع في قراهم.

## الثورة
كانت كفر شمس من أولى البلدات التي التحقت بالثورة السورية حيث كانت أول مظاهرة بالبلدة بتاريخ 23 مارس/أذار 2011.
وبتارخ 25 مارس/أذار 2011 خرج أكثر من 5000 شخص من بلدة كفر شمس إلى مدينة الصنمين في طريقهم لفك حصار درعا، ولكن حين وصلوا إلى الصنمين اعرضتهم قوات الأمن وتم إطلاق النار وقتل 10 أشخاص في ما عرف باسم مجزرة الصنمين، ومن بين الشهداء أربع من البلدة وهم (معمر الحمودي - أحمد يحيى الزعبي - عروه محمد الشريف - عبدوه مصطفى الشريف ) وتم تشييعهم يوم السبت 26 مارس/أذار 2011.
كانت رواية الحكومة السورية بخصوص المجزرة، بأنه تم التهجم على مساكن الضباط في المنطقة .

واستمر خروج المظاهرات في البلدة حتى اليوم. تعرضة على إثرها للعديد من عمليات الاقتحام. وكان في كل مرة يسقط شهداء منهم ( أحمد لورنس البشير - محمد عبد الرحمن أبو حوران  - فيصل أبو حوران - إبراهيم محمد تيسير الكنعان  ) .

كان النظام يتذرع في كل مرة بوجود عصابات إرهابية مسلحة في البلدة، مع العلم أن الأهالي كانوا ينفون ذلك .

وبتاريخ 24 يونيو/حزيران/2012 تعرضت البلدة للقصف بالدبابات والمدفية والمروحيات، في أعنف هجون منذ بدء الثورة، استمر 7 أيام، مع مقاومة شرسة من قبل كتائب الجيش السوري الحر, وأدى لاستشهاد أكثر من أربعين شخصأً, وتدمير البنية التحتية في البلدة، حيث دمرت المدرسة الثانوية, ومسجد خالد بن الوليد, وتدمير أكثر من 100 منزل.